# Tàu điện ngầm vùng thủ đô Seoul tuyến 4
Tàu điện ngầm vùng thủ đô Seoul tuyến số 4 (Tiếng Hàn: 수도권 전철 4호선 Sudogwon jeoncheol Sahoseon, Hanja: 首都圈 電鐵 4號線) là hệ thống đường sắt đô thị hoạt động giữa Ga Jinjeop ở Namyangju-si, Gyeonggi-do và Ga Oido ở Siheung, Gyeonggi-do. Nó bao gồm ba tuyến: Tàu điện ngầm Seoul tuyến 4 do Tổng công ty Vận tải Seoul điều hành, Tuyến Gwacheon và Tuyến Ansan do Tổng công ty Đường sắt Hàn Quốc (Korail) điều hành. Màu được sử dụng cho tuyến là màu ■ Xanh da trời.

## Lịch sử
- 20 tháng 4 năm 1985: Tàu điện ngầm Seoul tuyến 4 đoạn Sanggye ~ Đại học Hansung được mở.
- 18 tháng 10 năm 1985: Tàu điện ngầm Seoul tuyến 4 đoạn Đại học Hansung ~ Sadang được khai trương.
- 28 tháng 2 năm 1986: Bắt đầu xây dựng Tuyến Ansan
- 25 tháng 10 năm 1988: Khai trương Tuyến Ansan đoạn Geumjeong ~ Ansan
- 15 tháng 1 năm 1993: Khai trương Tuyến Gwacheon đoạn Geumjeong ~ Indeogwon
- 21 tháng 4 năm 1993: Tàu điện ngầm Seoul tuyến 4 đoạn Sanggye ~ Danggogae được khai trương.
- 1 tháng 4 năm 1994: Khai trương Tuyến Gwacheon đoạn Indeogwon ~ Sadang. Do đó, một đường chuyển đổi lối đi có tên là Kkwabaegi đã được tạo ra giữa Ga Seonbawi và Ga Namtaeryeong.
- 28 tháng 7 năm 2000: Khai trương Tuyến Ansan đoạn Ansan ~ Oido
- 18 tháng 1 năm 2010: Tàu tốc hành bắt đầu hoạt động qua một số ga trên Tuyến Ansan.
- 30 tháng 6 năm 2012: Tên ga đổi từ Ga Gongdan thành Ga Choji
- 19 tháng 10 năm 2014: Việc xây dựng bắt đầu trên Tuyến Jinjeop đoạn Danggogae ~ Jinjeop
- 10 tháng 7 năm 2017: Đoạn vận hành tàu tốc hành kéo dài từ Ga Ansan đến Ga Oido
- 12 tháng 9 năm 2020: Tàu tốc hành đổi tuyến đi qua Ga Singil Oncheon và dừng tại Ga Choji.
- 17 tháng 11 năm 2020: Công bố kế hoạch xây dựng mạng lưới đường sắt đô thị Thành phố Seoul lần thứ 2 (Tốc hành đoạn Ga Dangogae ~ Ga Namtaeryeong)
- 28 tháng 1 năm 2022: Tuyến Jinjeop đoạn Danggogae ~ Jinjeop mở (trừ ga Pungyang)
- 6 tháng 2 năm 2023: Tên ga Gwacheon Information Town được xác nhận.

## Bản đồ tuyến
|  |

|  |

|  |

|  |

|  |

|  |

|  |

|  |

|  |

|  |

|  |  |  |

|  |  |  |

|  |  |  |

|  |

|  |

|  |

|  |

|  |

|  |

|  |  |  |

|  |

|  |

|  |  |  |

|  |  |  |  |  |

|  |  |  |  |  |  |  |

|  |  |  |  |  |

|  |  |  |  |  |

|  |  |  |

|  |

|  |

|  |  |  |

|  |  |  |

|  |  |  |

|  |  |  |

|  |  |  |

|  |  |  |

|  |

|  |  |  |

|  |

|  |  |  |

|  |  |  |

|  |  |  |

|  |  |  |

|  |

|  |  |  |

|  |  |  |

|  |

|  |

|  |

|  |

|  |

|  |

|  |

|  |

|  |

|  |

|  |

|  |

|  |  |  |

|  |

|  |

|  |

|  |

|  |

|  |

|  |

|  |  |  |

|  |  |  |

|  |  |  |

|  |  |  |

|  |  |  |  |  |

|  |  |  |

|  |  |  |

|  |  |  |

|  |  |  |

|  |  |  |

|  |  |  |

|  |  |  |

|  |  |  |

|  |

|  |

|  |

|  |

|  |

|  |

|  |

|  |

|  |

|  |

|  |

|  |  |  |

|  |  |  |

|  |  |  |

|  |

|  |

|  |

|  |

|  |

|  |

|  |  |  |

|  |

|  |

|  |  |  |

|  |  |  |  |  |

|  |  |  |  |  |  |  |

|  |  |  |  |  |

|  |  |  |  |  |

|  |  |  |

|  |

|  |

|  |  |  |

|  |  |  |

|  |  |  |

|  |  |  |

|  |  |  |

|  |  |  |

|  |

|  |  |  |

|  |

|  |  |  |

|  |  |  |

|  |  |  |

|  |  |  |

|  |

|  |  |  |

|  |  |  |

|  |

|  |

|  |

|  |

|  |

|  |

|  |

|  |

|  |

|  |

|  |

|  |

|  |  |  |

|  |

|  |

|  |

|  |

|  |

|  |

|  |

|  |  |  |

|  |  |  |

|  |  |  |

|  |  |  |

|  |  |  |  |  |

|  |  |  |

|  |  |  |

|  |  |  |

|  |  |  |

|  |  |  |

|  |  |  |

|  |  |  |

|  |  |  |

|  |

## Ga
- ●: Dừng tại ga
- ｜: Không dừng tại ga
- ■ Đoạn được đánh dấu bằng màu tuyến của Tuyến Suin–Bundang (Đại học Hanyang tại Ansan ~ Oido) có chung đường với Tuyến Suin–Bundang.

| Tuyến                          | Số ga | Tên ga                                          | Tên ga                | Tên ga                | Chuyển tuyến                                     | Tốc hành | Khoảng cách | Tổng khoảng cách | Vị trí      | Vị trí       |
| Tuyến                          | Số ga | Tiếng Anh                                       | Hangul                | Hanja                 | Chuyển tuyến                                     | Tốc hành | Khoảng cách | Tổng khoảng cách | Vị trí      | Vị trí       |
| ------------------------------ | ----- | ----------------------------------------------- | --------------------- | --------------------- | ------------------------------------------------ | -------- | ----------- | ---------------- | ----------- | ------------ |
| Tuyến Jinjeop                  | 405   | Jinjeop                                         | 진접                  | 榛接                  |                                                  |          | 0.0         | 0.0              | Gyeonggi-do | Namyangju-si |
| Tuyến Jinjeop                  | 406   | Onam                                            | 오남                  | 梧南                  |                                                  |          | 2.1         | 2.1              | Gyeonggi-do | Namyangju-si |
| Tuyến Jinjeop                  | 408   | Byeollae Byeolgaram                             | 별내별가람            | 別內별가람            |                                                  |          | 7.8         | 9.9              | Gyeonggi-do | Namyangju-si |
| Tàu điện ngầm Seoul tuyến số 4 | 409   | Danggogae                                       | 당고개                |                       |                                                  | ●        | 4.4         | 14.3             | Seoul       | Nowon-gu     |
| Tàu điện ngầm Seoul tuyến số 4 | 410   | Sanggye                                         | 상계                  | 上溪                  |                                                  | ●        | 1.2         | 15.5             | Seoul       | Nowon-gu     |
| Tàu điện ngầm Seoul tuyến số 4 | 411   | Nowon                                           | 노원                  | 蘆原                  | (713)                                            | ●        | 1.0         | 16.5             | Seoul       | Nowon-gu     |
| Tàu điện ngầm Seoul tuyến số 4 | 412   | Chang-dong                                      | 창동                  | 倉洞                  | (116)                                            | ●        | 1.4         | 17.9             | Seoul       | Dobong-gu    |
| Tàu điện ngầm Seoul tuyến số 4 | 413   | Ssangmun                                        | 쌍문                  | 雙門                  |                                                  | ●        | 1.3         | 19.2             | Seoul       | Dobong-gu    |
| Tàu điện ngầm Seoul tuyến số 4 | 414   | Suyu (Văn phòng Gangbuk-gu)                     | 수유 (강북구청)       | 水踰 (江北區廳)       |                                                  | ●        | 1.5         | 20.7             | Seoul       | Gangbuk-gu   |
| Tàu điện ngầm Seoul tuyến số 4 | 415   | Mia (Đại học Điện tử Seoul)                     | 미아 (서울사이버대학) | 彌阿 (서울사이버大學) |                                                  | ●        | 1.4         | 22.1             | Seoul       | Gangbuk-gu   |
| Tàu điện ngầm Seoul tuyến số 4 | 416   | Miasageori                                      | 미아사거리            | 彌阿사거리            |                                                  | ●        | 1.5         | 23.6             | Seoul       | Gangbuk-gu   |
| Tàu điện ngầm Seoul tuyến số 4 | 417   | Gireum                                          | 길음                  | 吉音                  |                                                  | ●        | 1.3         | 24.9             | Seoul       | Seongbuk-gu  |
| Tàu điện ngầm Seoul tuyến số 4 | 418   | Đại học nữ sinh Sungshin (Donam)                | 성신여대입구 (돈암)   | 誠信女大入口 (敦巖)   | (S120)                                           | ●        | 1.4         | 26.3             | Seoul       | Seongbuk-gu  |
| Tàu điện ngầm Seoul tuyến số 4 | 419   | Đại học Hansung (Samseongyo)                    | 한성대입구 (삼선교)   | 漢城大入口 (三仙橋)   |                                                  | ●        | 1.0         | 27.3             | Seoul       | Seongbuk-gu  |
| Tàu điện ngầm Seoul tuyến số 4 | 420   | Hyehwa (Bệnh viện Đại học Quốc gia Seoul)       | 혜화 (서울대학교병원) | 惠化                  |                                                  | ●        | 0.9         | 28.2             | Seoul       | Jongno-gu    |
| Tàu điện ngầm Seoul tuyến số 4 | 421   | Dongdaemun                                      | 동대문                | 東大門                | (128)                                            | ●        | 1.5         | 29.7             | Seoul       | Jongno-gu    |
| Tàu điện ngầm Seoul tuyến số 4 | 422   | Công viên Lịch sử và Văn hóa Dongdaemun (DDP)   | 동대문역사문화공원    | 東大門歷史文化公園    | (205) (536)                                      | ●        | 0.7         | 30.4             | Seoul       | Jung-gu      |
| Tàu điện ngầm Seoul tuyến số 4 | 423   | Chungmuro                                       | 충무로                | 忠武路                | (331)                                            | ●        | 1.3         | 31.7             | Seoul       | Jung-gu      |
| Tàu điện ngầm Seoul tuyến số 4 | 424   | Myeongdong (Woori Financial Town)               | 명동 (우리금융타운)   | 明洞                  |                                                  | ●        | 0.7         | 32.4             | Seoul       | Jung-gu      |
| Tàu điện ngầm Seoul tuyến số 4 | 425   | Hoehyeon (Chợ Namdaemun)                        | 회현 (남대문시장)     | 會賢 (南大門市場)     |                                                  | ●        | 0.7         | 33.1             | Seoul       | Jung-gu      |
| Tàu điện ngầm Seoul tuyến số 4 | 426   | Ga Seoul                                        | 서울역                | 서울驛                | (133) (A01) (P313) Tuyến Gyeongbu Tuyến Gyeongui | ●        | 0.9         | 34.0             | Seoul       | Yongsan-gu   |
| Tàu điện ngầm Seoul tuyến số 4 | 427   | Đại học nữ sinh Sookmyung (Garwol)              | 숙대입구 (갈월)       | 淑大入口 (葛月)       |                                                  | ●        | 1.0         | 35.0             | Seoul       | Yongsan-gu   |
| Tàu điện ngầm Seoul tuyến số 4 | 428   | Samgakji                                        | 삼각지                | 三角地                | (628)                                            | ●        | 1.2         | 36.2             | Seoul       | Yongsan-gu   |
| Tàu điện ngầm Seoul tuyến số 4 | 429   | Sinyongsan (AMOREPACIFIC)                       | 신용산 (아모레퍼시픽) | 新龍山                |                                                  | ●        | 0.7         | 36.9             | Seoul       | Yongsan-gu   |
| Tàu điện ngầm Seoul tuyến số 4 | 430   | Ichon (Bảo tàng Quốc gia Hàn Quốc)              | 이촌 (국립중앙박물관) | 二村 (國立中央博物館) | (K111)                                           | ●        | 1.3         | 38.2             | Seoul       | Yongsan-gu   |
| Tàu điện ngầm Seoul tuyến số 4 | 431   | Dongjak (Nghĩa trang Quốc gia Seoul)            | 동작 (현충원)         | 銅雀 (顯忠院)         | (920)                                            | ●        | 2.7         | 40.9             | Seoul       | Dongjak-gu   |
| Tàu điện ngầm Seoul tuyến số 4 | 432   | Đại học Chongshin (Isu)                         | 총신대입구 (이수)     | 總神大入口 (梨水)     | (736) (Isu)                                      | ●        | 1.8         | 42.7             | Seoul       | Dongjak-gu   |
| Tàu điện ngầm Seoul tuyến số 4 | 433   | Sadang (Bệnh viện Daehang)                      | 사당 (대항병원)       | 舍堂                  | (226)                                            | ●        | 1.1         | 43.8             | Seoul       | Dongjak-gu   |
| Tàu điện ngầm Seoul tuyến số 4 | 434   | Namtaeryeong                                    | 남태령                | 南泰嶺                |                                                  | ●        | 1.6         | 45.4             | Seoul       | Seocho-gu    |
| Tuyến Gwacheon                 | 435   | Seonbawi                                        | 선바위                | 선바위                |                                                  | ●        | 2.0         | 47.4             | Gyeonggi-do | Gwacheon-si  |
| Tuyến Gwacheon                 | 436   | Công viên trường đua ngựa Seoul                 | 경마공원              | 競馬公園              |                                                  | ●        | 1.0         | 48.4             | Gyeonggi-do | Gwacheon-si  |
| Tuyến Gwacheon                 | 437   | Seoul Grand Park (Seoul Land)                   | 대공원 (서울랜드)     | 大公園                |                                                  | ●        | 0.9         | 49.3             | Gyeonggi-do | Gwacheon-si  |
| Tuyến Gwacheon                 | 438   | Gwacheon                                        | 과천                  | 果川                  |                                                  | ●        | 1.0         | 50.3             | Gyeonggi-do | Gwacheon-si  |
| Tuyến Gwacheon                 | 439   | Khu phức hợp Chính phủ Gwacheon                 | 정부과천청사          | 政府果川廳舍          |                                                  | ●        | 1.0         | 51.3             | Gyeonggi-do | Gwacheon-si  |
| Tuyến Gwacheon                 | 440   | Indeogwon                                       | 인덕원                | 仁德院                |                                                  | ●        | 3.0         | 54.3             | Gyeonggi-do | Anyang-si    |
| Tuyến Gwacheon                 | 441   | Pyeongchon (Bệnh viện Thánh tim Đại học Hallym) | 평촌 (한림성심병원)   | 坪村                  |                                                  | ●        | 1.6         | 55.9             | Gyeonggi-do | Anyang-si    |
| Tuyến Gwacheon                 | 442   | Beomgye                                         | 범계                  | 범계                  |                                                  | ●        | 1.3         | 57.2             | Gyeonggi-do | Anyang-si    |
| Tuyến Ansan                    | 443   | Geumjeong                                       | 금정                  | 衿井                  | (P149)                                           | ●        | 2.6         | 59.8             | Gyeonggi-do | Gunpo-si     |
| Tuyến Ansan                    | 444   | Sanbon (Bệnh viện Sanbon Đại học Wonkwang)      | 산본 (원광대산본병원) | 山本                  |                                                  | ●        | 2.3         | 62.1             | Gyeonggi-do | Gunpo-si     |
| Tuyến Ansan                    | 445   | Surisan                                         | 수리산                | 修理山                |                                                  | ｜       | 1.1         | 63.2             | Gyeonggi-do | Gunpo-si     |
| Tuyến Ansan                    | 446   | Daeyami                                         | 대야미                | 大夜味                |                                                  | ｜       | 2.6         | 65.8             | Gyeonggi-do | Gunpo-si     |
| Tuyến Ansan                    | 447   | Banwol                                          | 반월                  | 半月                  |                                                  | ｜       | 2.0         | 67.8             | Gyeonggi-do | Ansan-si     |
| Tuyến Ansan                    | 448   | Sangnoksu (Đại học Ansan)                       | 상록수 (안산대학교)   | 常綠樹                |                                                  | ●        | 3.7         | 71.5             | Gyeonggi-do | Ansan-si     |
| Tuyến Ansan                    | 449   | Đại học Hanyang tại Ansan                       | 한대앞                | 漢大앞                | (K251)                                           | ｜       | 1.5         | 73.0             | Gyeonggi-do | Ansan-si     |
| Tuyến Ansan                    | 450   | Jungang (Đại học Nghệ thuật Quốc gia Seoul)     | 중앙 (서울예술대학)   | 中央                  |                                                  | ●        | 1.6         | 74.6             | Gyeonggi-do | Ansan-si     |
| Tuyến Ansan                    | 451   | Gojan (Bệnh viện Ansan Đại học Hàn Quốc)        | 고잔 (고대안산병원)   | 古棧                  |                                                  | ｜       | 1.4         | 76.0             | Gyeonggi-do | Ansan-si     |
| Tuyến Ansan                    | 452   | Choji (Đại học Shinansan)                       | 초지 (신안산대학교)   | 草芝                  | (S26)                                            | ●        | 1.5         | 77.5             | Gyeonggi-do | Ansan-si     |
| Tuyến Ansan                    | 453   | Ansan                                           | 안산                  | 安山                  |                                                  | ●        | 1.8         | 79.3             | Gyeonggi-do | Ansan-si     |
| Tuyến Ansan                    | 454   | Singiloncheon                                   | 신길온천              | 新吉溫泉              |                                                  | ｜       | 2.2         | 81.5             | Gyeonggi-do | Ansan-si     |
| Tuyến Ansan                    | 455   | Jeongwang (Đại học Kỹ thuật Quốc gia Hàn Quốc)  | 정왕 (한국공학대학교) | 正往                  |                                                  | ●        | 2.9         | 84.4             | Gyeonggi-do | Siheung-si   |
| Tuyến Ansan                    | 456   | Oido                                            | 오이도                | 烏耳島                | (K258)                                           | ●        | 1.4         | 85.8             | Gyeonggi-do | Siheung-si   |

## Ga trung chuyển
- 411 Ga Nowon -  Tuyến 7
- 412 Ga Chang-dong -  Tuyến 1
- 418 Ga Đại học nữ sinh Sungshin -  Tuyến Ui-Sinseol
- 421 Ga Dongdaemun -  Tuyến 1
- 422 Ga Công viên Lịch sử và Văn hóa Dongdaemun -  Tuyến 2 /  Tuyến 5
- 423 Ga Chungmuro -  Tuyến 3
- 426 Ga Seoul -  Tuyến 1 /  Đường sắt sân bay /  Tuyến Gyeongui–Jungang
- 428 Ga Samgakji -  Tuyến 6
- 430 Ga Ichon -  Tuyến Gyeongui–Jungang
- 431 Ga Dongjak -  Tuyến 9
- 432 Ga Đại học Chongshin (Ga Isu) -   Tuyến 7
- 433 Ga Sadang -  Tuyến 2
- 443 Ga Geumjeong -  Tuyến 1
- 449 Ga Đại học Hanyang tại Ansan -  Tuyến Suin–Bundang
- 450 Ga Jungang -  Tuyến Suin–Bundang
- 451 Ga Gojan -  Tuyến Suin–Bundang
- 452 Ga Choji -  Tuyến Suin–Bundang /  Tuyến Seohae
- 453 Ga Ansan -  Tuyến Suin–Bundang
- 454 Ga Singiloncheon -  Tuyến Suin–Bundang
- 455 Ga Jeongwang -  Tuyến Suin–Bundang
- 456 Ga Oido -  Tuyến Suin–Bundang

## Vị trí
| Vận hành                                                      | Vị trí      | Vị trí       | Đoạn                                                           | Số ga |
| ------------------------------------------------------------- | ----------- | ------------ | -------------------------------------------------------------- | ----- |
| Tổng công ty thành phố Namyangju                              | Gyeonggi-do | Namyangju-si | Jinjeop (405) ~ Byeollae Byeolgaram (408)                      | 3     |
| Tổng công ty Vận tải Seoul                                    | Seoul       | Nowon-gu     | Danggogae (409) ~ Nowon (411)                                  | 3     |
| Tổng công ty Vận tải Seoul                                    | Seoul       | Dobong-gu    | Chang-dong (412) ~ Ssangmun (413)                              | 2     |
| Tổng công ty Vận tải Seoul                                    | Seoul       | Gangbuk-gu   | Suyu (414) ~ Miasageori (416)                                  | 3     |
| Tổng công ty Vận tải Seoul                                    | Seoul       | Seongbuk-gu  | Gireum (417) ~ Đại học Hansung (419)                           | 3     |
| Tổng công ty Vận tải Seoul                                    | Seoul       | Jongno-gu    | Hyehwa (420) ~ Dongdaemun (421)                                | 2     |
| Tổng công ty Vận tải Seoul                                    | Seoul       | Jung-gu      | Công viên Lịch sử và Văn hóa Dongdaemun (422) ~ Hoehyeon (425) | 4     |
| Tổng công ty Vận tải Seoul                                    | Seoul       | Yongsan-gu   | Seoul (426) ~ Ichon (430)                                      | 5     |
| Tổng công ty Vận tải Seoul                                    | Seoul       | Dongjak-gu   | Dongjak (431) ~ Sadang (433)                                   | 3     |
| Tổng công ty Vận tải Seoul                                    | Seoul       | Seocho-gu    | Namtaeryeong (434)                                             | 1     |
| Tổng công ty Đường sắt Hàn Quốc (Trụ sở chính khu vực đô thị) | Gyeonggi-do | Gwacheon-si  | Seonbawi (435) ~ Khu phức hợp Chính phủ Gwacheon (439)         | 5     |
| Tổng công ty Đường sắt Hàn Quốc (Trụ sở chính khu vực đô thị) | Gyeonggi-do | Anyang-si    | Indeogwon (440) ~ Beomgye (442)                                | 3     |
| Tổng công ty Đường sắt Hàn Quốc (Trụ sở chính khu vực đô thị) | Gyeonggi-do | Gunpo-si     | Geumjeong (443) ~ Daeyami (446)                                | 4     |
| Tổng công ty Đường sắt Hàn Quốc (Trụ sở chính khu vực đô thị) | Gyeonggi-do | Ansan-si     | Banwol (447) ~ Singiloncheon (454)                             | 8     |
| Tổng công ty Đường sắt Hàn Quốc (Trụ sở chính khu vực đô thị) | Gyeonggi-do | Siheung-si   | Jeongwang ~ Oido (456)                                         | 2     |

## Depot
(từ Danggogae đến Oido)
- Tuyến xoay đầu (dưới đất) sau ga Danggogae
- Kho Changdong (sử dụng cho Seoul Metro hạng 4000)
- Kết nối với Tuyến 3 trước ga Chungmuro
- Cầu Dongjak
- Giao nhau chéo Chongshin Univ. - Sadang
- Tuyến xoay đầu (dưới đất) sau ga Sadang
- Giao tại điểm Sadang - Namtaeryong (giao nhau chéo)
- Giao tại điểm Namtaeryong - Seonbawi (giao nhau chéo, giao thông chuyển từ phải sang trái, hoặc ngược lại)
- Namtaeryong - Seonbawi điện áp/chuyển đổi hiện tại (DC 1,500V ↔ AC 25,000V)
- Kho Ansan (sử dụng để bảo trì nhẹ Korail hạng 341000)
- Kho Siheung (dùng cho Korail hạng 341000, và cũng sử dụng cho bảo trì nặng Korail hạng 311000 ở Tuyến 1)